# Langdysse Kildehøje
Der Langdysse Kildehøje (auch Kildehøj oder Søtofte Langdysse genannt) liegt am nordöstlichen Ufer des Gyrstinge Sø (See) beim Weiler Kyringe auf der dänischen Insel Seeland. Der Langdysse stammt aus der Jungsteinzeit etwa 3500–2800 v. Chr. und ist eine Megalithanlage der Trichterbecherkultur (TBK) mit drei Dolmen.

## Dolmen 1
3,5 m vom Westende des Hügels befindet sich eine rechteckige, etwa 1,5 m lange und 0,7 m breite Kammer aus fünf Tragsteinen, die von einem Deckstein bedeckt ist. Der Gang ist Nordost-Südwest orientiert.

## Dolmen 2
11 m vom Westende des Hügels befindet sich ein Nord-Süd orientierter hexagonaler Polygonaldolmen aus fünf Tragsteinen und einem Deckstein. Er ist etwa 2,0 m lang und 1,8 m breit. Der Gang ist Nord-Süd ausgerichtet. Ein seitlicher Tragstein wurde erfasst.

## Dolmen 3
17 m vom Westende des Hügels befindet sich eine rechteckige, etwa 1,9 m lange, 1,2 m breite und 0,6 m hohe Nordost-Südwest orientierte Dolmenkammer. Sie besteht aus fünf seitlichen Tragsteinen und ist von einem Deckstein bedeckt Die Kammer ist im Südwesten offen. Der Gang ist Nordost-Südwest ausgerichtet.

## Funde (Ausgrabung 1917 und 1920)
Kammer 1: eine Pfeilspitze, ein Meißel, ein Abschlag mit Retusche, zwei Abschlagfragmente, ein Knochenstück, zwei Bernsteinperlen, ein Seeigelgehäuse, eine Trichterschale und drei Schulterschalen.
Kammer 2: zwei Feuersteinäxte, ein Meißel, zwei Feuersteine, zwei Messer, sechs Pfeilspitzen, ein Abschlag mit Retusche, fünf Abschlagfragmente, drei Bernsteinperlen, eine Schulterschale, ein tonnenförmiges Steingutgefäß und ein unbestimmbares Behältnis.
In der Nähe liegen ein runder Grabhügel und der Lang- und der Runddysse von Vielsted.